# Johann Heinrich Egli
Johann Heinrich Egli, född 1742, död 1810, var en schweizisk kompositör.
Egli var den mest framstående viskompositören i Schweiz under 1700-talets senare hälft. Egli har utgett flera samlingar andliga och världsliga sånger, bland dem även schweiziska folkvisor.